# Semaine du cinéma grec 1962
La Semaine du cinéma grec de 1962 fut la 3e édition du Festival international du film de Thessalonique. Elle se tint du 17 au 23 septembre 1962.
Première remise du prix de meilleur film.

## Films sélectionnés
- Électre (Michael Cacoyannis)
- Ciel (Takis Kanellopoulos)
- À l'aube du troisième jour (Poliorka ou Les Moutons de Praxos/Poliorkia) (Claude Bernard-Aubert)
- Les Mains (John Contes)
- Θρίαμβος (Alékos Alexandrákis)
- La Revanche du cavalier (Erríkos Thalassinós)
- Le Piège (Giorgos Dizikirikis)
- Électre (Ted Zarpas)

- Documentaires / courts métrages :
  - Athènes XYZ (Dimítris Kollátos)
  - Ioannina (Erríkos Thalassinós)
  - Egainia (Kostas Sfikas)
  - La Paix et la vie (Ado Kyrou)
  - Η παράσταση τελείωσε (Mina Christidi)
  - Le Pays des centaures (T. Meritzis)
  - Lacrima rerum (Nikos Nikolaïdis)
  - Mycènes (Nikos Sambatokou)
  - Nauplie (Erríkos Thalassinós)

## Palmarès
- Meilleur film : Électre
- Meilleur réalisateur : Michael Cacoyannis (Électre)
- Meilleur scénario : non remis
- Meilleure photographie : Grigoris Danalis et Giovanni Varriano (Ciel)
- Meilleure musique : Kostas Kapnisis (en) (Les Mains)
- Meilleure actrice : Irène Papas (Électre)
- Meilleur acteur : Titos Vandis (À l'aube du troisième jour/Poliorka ou Les Moutons de Praxos/Poliorkia)
- Meilleur court métrage : Athènes XYZ (Dimitris Kollatos)

- Prix spéciaux internationaux :
  - Divorce à l'italienne de Pietro Germi
  - Le Cid d'Anthony Mann
  - S-a furat o bombă d'Ion Popescu-Gopo

- Prix de la critique :
  - Électre : meilleur film, meilleur réalisateur, meilleure actrice (Irène Papas), meilleure actrice dans un second rôle (Aleka Katselli), meilleur acteur dans un second rôle (Notis Peryalis (el)), meilleure musique (Míkis Theodorákis)
  - Ciel : meilleure photographie (Grigoris Danalis et Giovanni Varriano)
  - Θρίαμβος : meilleur acteur (Alékos Alexandrákis)